# Liste Münchner Straßennamen/L

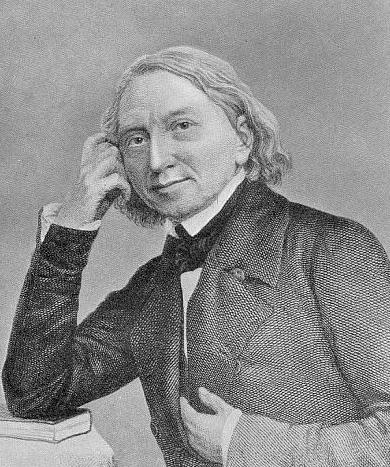
Karl Lachmann

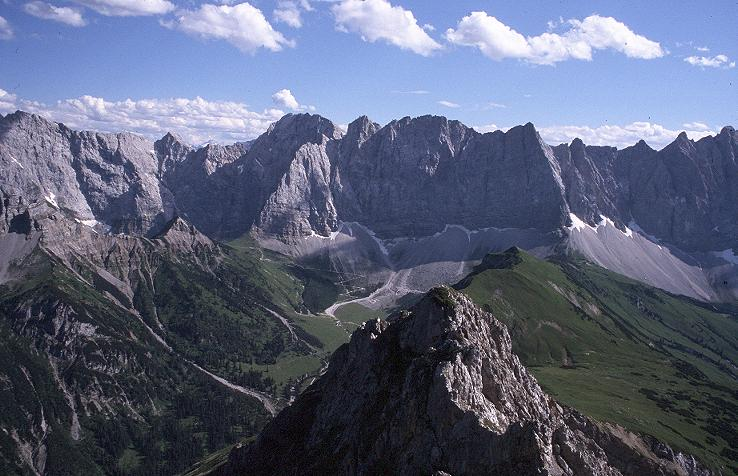
Die Laliderer Wände, gesehen von Norden aus ca. 15 km Entfernung

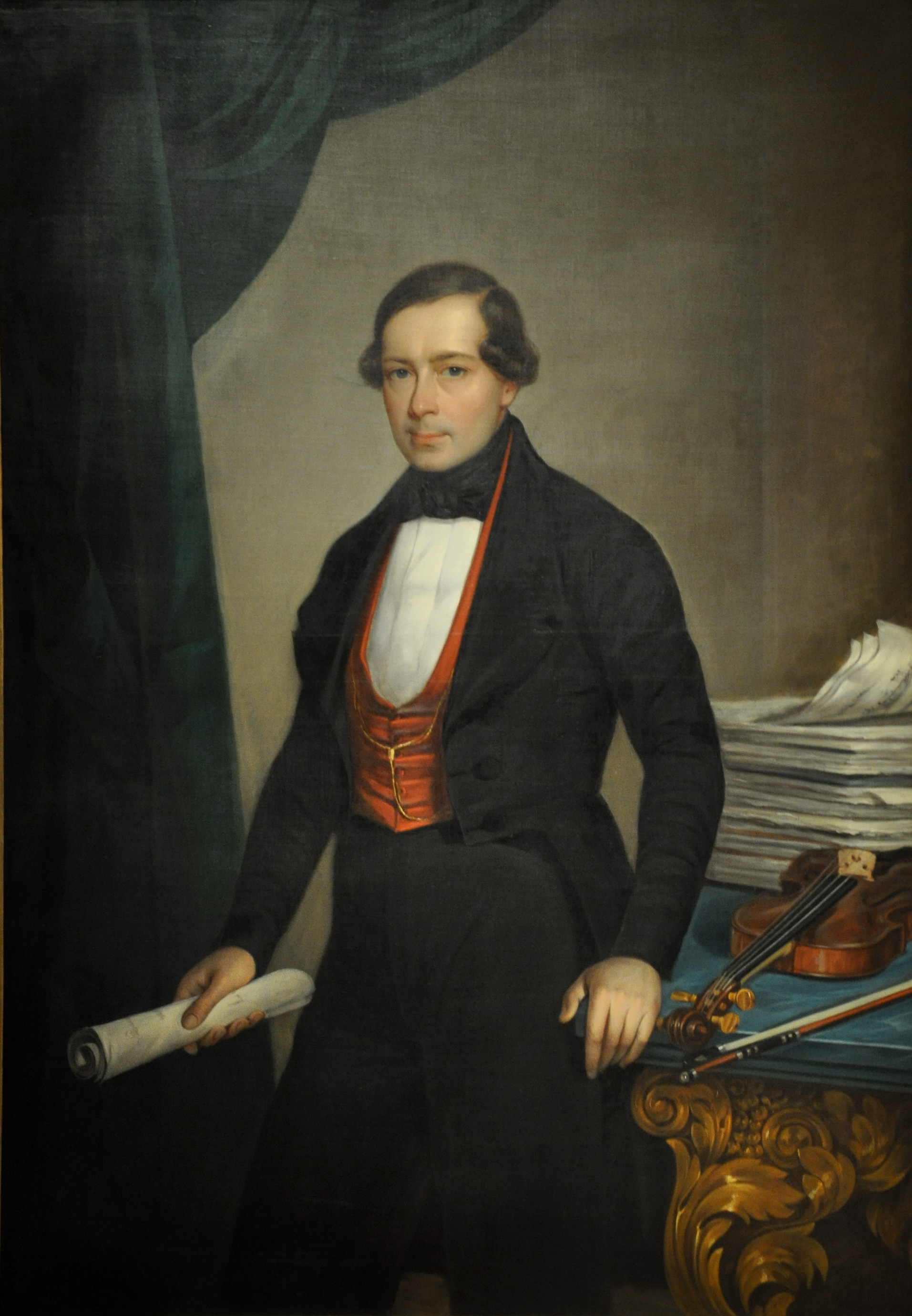
Joseph Lanner by Philipp Steidler

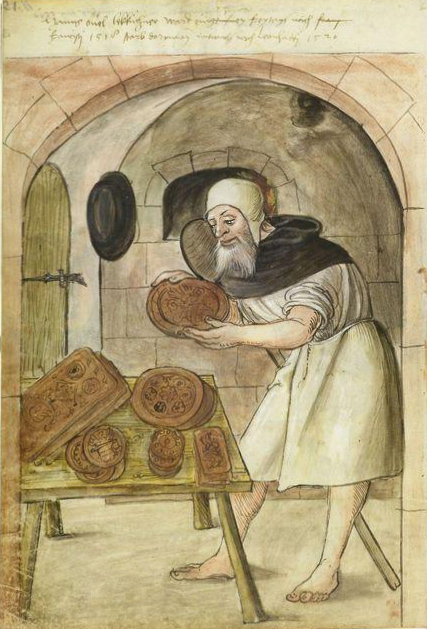
Lebzelter um 1520

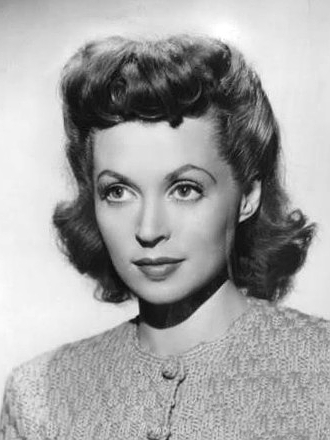
Lilli Palmer

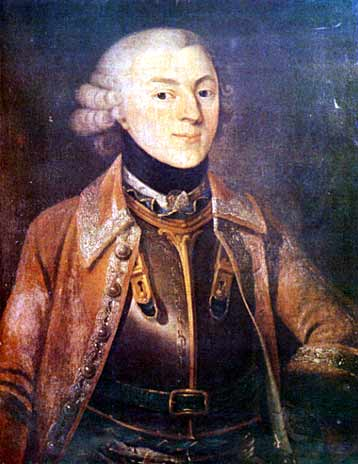
Johann Georg Dominicus von Linprun

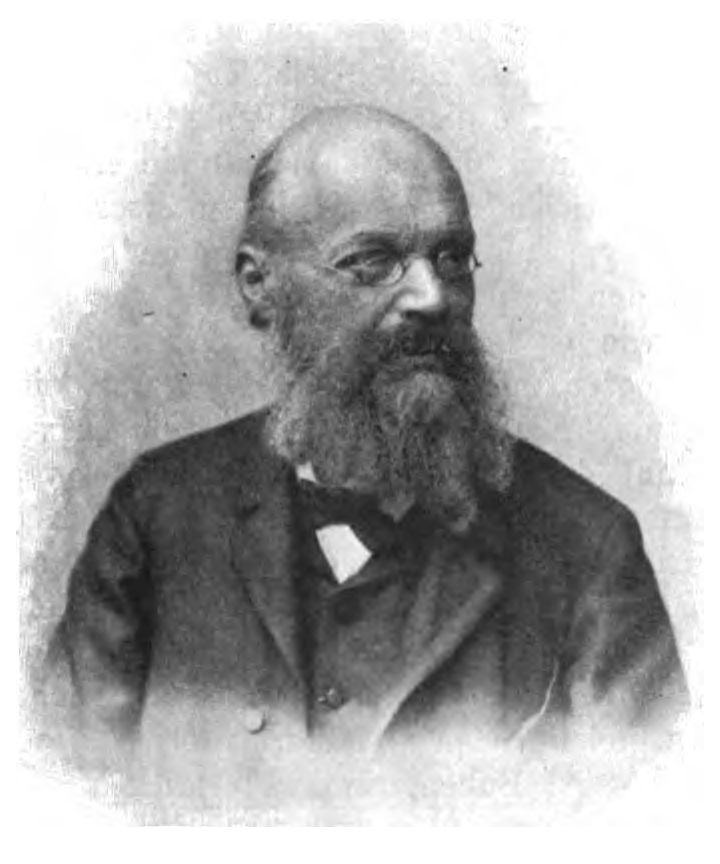
Eugen Cornelius von Lommel

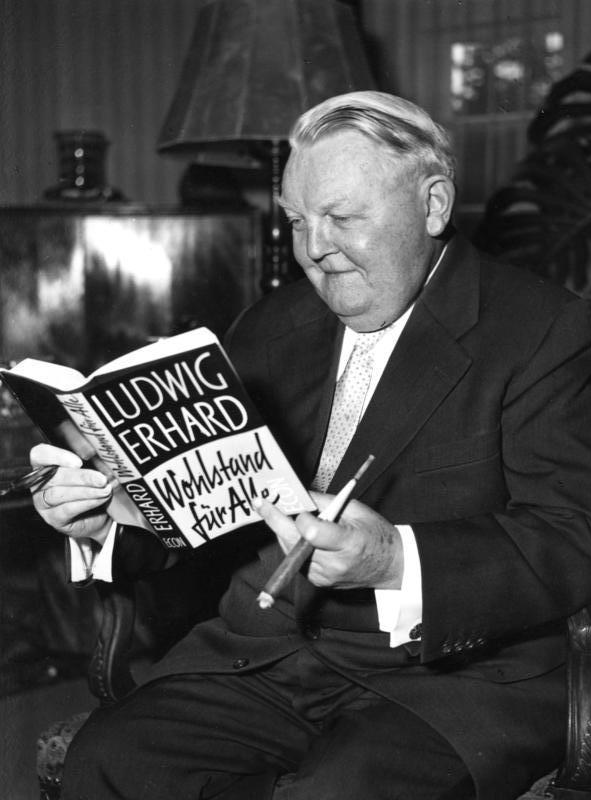
Ludwig Erhard 1957 mit seinem Buch Wohlstand für Alle

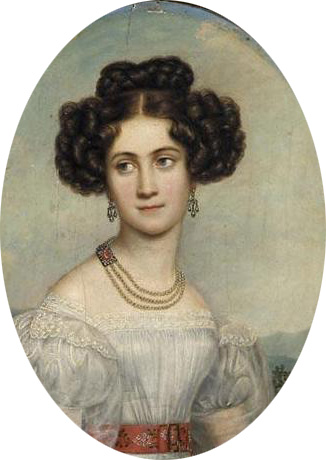
Prinzessin Luise (Ludovika Wilhelmine von Bayern)

Johann von Lutz

Die Liste Münchner Straßennamen listet Namen von Straßen und Plätzen der bayerischen Landeshauptstadt München auf und führt dabei auch die Bedeutungen und Umstände der Namensgebung an. Aktuell gültige Straßenbezeichnungen sind in Fettschrift angegeben, nach Umbenennung oder Überbauung nicht mehr gültige Bezeichnungen in Kursivschrift.
Aufgrund der großen Anzahl Münchner Straßennamen ist die Liste in alphabetisch sortierte Unterlisten aufgeteilt.
Laberstraße, Sendling-Westpark
(1925) Laber, Berg südöstlich von Oberammergau
Lachenhofstraße, Perlach
(1981) Lachenhof, alter Hof- und Hausname in Altperlach
Lachenmeyrstraße, Waldtrudering
(1933) Ignaz Lachenmeyr (1862–1914), Schulleiter und Gemeindeschreiber in der ehemals selbständigen Gemeinde Trudering
Lachmannstraße, Neuhausen
(1929) Karl Lachmann (1793–1851), Altphilologe und Germanist
Lachnerstraße, Neuhausen
(1891) Franz Lachner (1803–1890), Komponist Hofkapellmeister und Ehrenbürger der Stadt München
Lackerbauerstraße, Pasing
(1938) Lackerbauer, altes Bauerngeschlecht in der ehemals selbständigen Stadt Pasing
Ladenburger Straße, Freimann
(1932) Ladenburg, baden-württembergische Stadt nordwestlich von Heidelberg
Lämmerstraße, Maxvorstadt
(um 1820) Lämmerställe, die mehrere Metzger hier unterhielten
Ländstraße, Lehel
(1893) „Lände“, wie das Westufer der Isar zwischen Corneliusbrücke und den Maximiliansbrücken genannt wurde; es diente den Flößern zum Anlegen, bevor die Zentrallände in Thalkirchen angelegt wurde.
Längsweg, Freimann
(1950) alter Flurname
Lafatscherjochstraße, Gartenstadt Trudering
(1934) Lafatscherjoch, Berg im Karwendelgebirge
Lagerhausstraße, Sendling
(1904) Standort der Lagerhäuser vor dem Bau der Großmarkthalle München
Lahntalstraße, Lerchenau
(1953) Tal des Flusses Lahn durch Nordrhein-Westfalen, Hessen und Rheinland-Pfalz
Laibacher Straße, Ramersdorf
(1927) Laibach, deutscher Name der Hauptstadt von Slowenien
Laimer Kirchweg, Laim
(2004) Verbindungsweg der Kirchen St. Ulrich und Paul-Gerhardt-Kirche; 2010 umbenannt in Am Laimer Anger
Laimer Platz, Laim
(1901) Laim, selbständige Gemeinde, 1900 nach München eingemeindet
Laimer Straße, Laim
(1901) siehe vorstehend
Lalidererstraße, Berg am Laim
(1929) Laliderer Wände im Karwendelgebirge
Lamontstraße, Bogenhausen
(1899) Johann von Lamont (1805–1879), Astronom und Physiker, Direktor an der Sternwarte Bogenhausen
Lampadiusstraße, Moosach
(1906) Wilhelm August Lampadius (1772–1842), Professor für Chemie an der Bergakademie Freiberg, Entdecker des Schwefelkohlenstoffs
Lampertstraße, Pasing
(1947) Lampert (um 895–957), Bischof von Freising
Lamprechtstraße, Gartenstadt Trudering
(1931) Lamprecht, genannt Pfaffe Lamprecht, Geistlicher und Dichter
Landaubogen, Sendling-Westpark
(2014) Landau, Stadt in Niederbayern
Landecker Straße, Aubing
(1947) Landeck, Ort mit Burgruine in der Gemeinde Teningen nördlich von Freiburg im Breisgau
Landfriedstraße, Harlaching
(1906) Landfried, Huosigraf aus agilofingischem Geschlecht, der im 8. Jahrhundert mit seinen Brüdern als einer der ersten bayerischen Klosterstifter wirkte und u. a. das Kloster Benediktbeuern gründete
Landlstraße, Obergiesing
(1906) Landl, Ortsteil der österreichischen Gemeinde Thiersee
Landrichterstraße, Fasangarten
(1930) Landrichter, der mehrmals im Jahr die sog. Schranne als Gericht einberief
Landsberger Straße, Schwanthalerhöhe, Laim, Pasing
(1878) Landsberg, Stadt am Lech
Landschaftstraße, Altstadt
(vor 1586) Versammlungshaus der bairischen Landschaft oder Landstände
Landshamer Straße, Riem
(1945) Landsham, Ortsteil der Gemeinde Pliening
Landshoffstraße, Obermenzing
(1958) Ludwig Landshoff (1874–1941), Musikforscher und Fachschriftsteller, Dirigent beim Münchner Bachverein
Landshuter Allee, Neuhausen-Nymphenburg, Milbertshofen-Am Hart, Moosach
(1946) Landshut, Hauptstadt des bayer. Regierungsbezirks Niederbayern; vor 1902 Fabrikstraße, 1902 bis 1917 bereits Landshuter Allee, 1918 bis 1946 Hindenburg-Straße
Landwehrstraße, Ludwigsvorstadt
(1829) G. Ch. Viktor von Klöber, Kaufmann und Oberst des Münchner Landwehrregiments „Älterer Ordnung“, überließ die Wiese zwischen Schiller- und Mathildenstraße der Bürgerschaft zur Abhaltung militärischer Übungen
Langackerweg, Freimann
(1950) alter Flurname
Langbehnstraße, Kleinhadern
(1931) August Julius Langbehn (1851–1907), Schriftsteller und Kulturphilosoph
Langbürgener Straße, Ramersdorf
(1962) Langbürgner See bei Bad Endorf im Chiemgau
Langenburgstraße, Alt-Aubing
(2011) Schloss Langenburg im Jagsttal in Baden-Württemberg
Langenpreisinger Straße, Feldmoching
(1954) Langenpreising, Gemeinde im Landkreis Erding, genannt nach dem Geschlecht der Preysing
Langensalzastraße, Milbertshofen
(1925) Bad Langensalza, Gemeinde in Thüringen
Langerhansstraße, Allach
(1945) Paul Langerhans (1847–1888), deutscher Pathologe
Langerstraße, Haidhausen
(1865) Robert von Langer (1783–1846), deutscher Maler
Langfeldstraße, Freimann
(1997) Walter Langfeld (1886–1986), Kapitänsleutnant und Pionier der Seefliegerei
Langkofelstraße, Josephsburg
(1971) Langkofel, Berg in den Dolomiten
Langkostraße, Perlach
(1985) Dietrich Langko (1819–1896), Maler vor allem der Münchner Hochebene und von Frauenchiemsee
Langobardenstraße, Harlaching
(1960) Langobarden, westgermanischer Volksstamm
Langwieder Hauptstraße, Aubing-Lochhausen-Langwied
(1947) Langwied, Ort, 1942 nach München eingemeindet
Lannerstraße, Nymphenburg
(1948) Joseph Karl Franz Lanner (1801–1843), österreichischer Komponist
Lanzenstielweg, Perlach
(1986) Georg Lanzenstiel (1909–1983), Oberkirchenrat, evangelischer Kreisdekan von München und Oberbayern
Lanzlottstraße, Pasing-Obermenzing
(1960) Rosa Lanzlott (1834–1923), Schauspielerin
Lanzstraße, Laim
(1901) Johann Lanz Jesuitenpater,  eine der 42 Münchner Geiseln König Gustavs II. Adolf 1632
Laplacestraße, Bogenhausen
(1908) Pierre-Simon Marquis de Laplace (1749–1827), französischer Mathematiker, Physiker und Astronom
Lappenweg, Schwabing-Freimann
(1950), alter Flurname
Lassallestraße, Moosach, Feldmoching-Hasenbergl
(1963) Ferdinand Lassalle (1825–1864), Schriftsteller, sozialistischer Politiker
Latemarstraße, Giesing
(1930) Latemar, Gebirgsstock zwischen Südtirol und dem Trentino
Laubaner Straße, Daglfing
(1972) Lauban am Quais, schlesische Stadt, heute in Polen
Lauchstädter Straße, Milbertshofen
(1925) Bad Lauchstädt, Stadt in Sachsen-Anhalt
Lauensteinstraße, Ramersdorf
(1936) Lauenstein, Burg und Stadtteil von Ludwigsstadt in Oberfranken
Laufzorner Straße, Harlaching
(1963) Laufzorn, Ortsteil von Oberhaching südlich von München
Lauinger Straße, Moosach
(1960) Lauingen, Stadt an der Donau
Laurentiusplatz,
(1918) 23. Stadtbezirk
Laurinplatz, Harlaching
(1910) Laurin, sagenhafter Zwergenkönig
Lautensackstraße, Laim
(1904) Hans Sebald Lautensack (um 1520 – um 1565), deutscher Kupferstecher und Radierer
Lautenschlägerstraße, Allach-Untermenzing
(1947) Karl Lautenschläger (1843–1906), Bühnentechniker, Pionier der elektrischen Bühneneinrichtung
Lauterbachstraße, Moosach
(1921) Hundt von Lauterbach, Familie im Besitz der dortigen Höfe im 14. Jahrhundert
Lautererstraße, Harlaching
(1912) Max Lauterer (1814–1893), Privatier und Stifter
Lauterseestraße, Obersendling
(1925) Lautersee, Bergsee westlich von Mittenwald
Lauthstraße, Allach-Untermenzing
(1947) Franz Joseph Lauth (1822–1895), deutscher Pädagoge, Orientalist und Fachautor
Lauweg, Solln
(1947) Hermann Lau (1822–1875), Zeichner und Porzellanmaler. Zuvor hieß er Welserweg.
Lavaterstraße, Waldperlach
(1930) Johann Caspar Lavater (1741–1801), Pfarrer, Philosoph und Schriftsteller
Lavendelweg, Harlaching
(1964) Lavendel, Pflanzengattung in der Familie der Lippenblütler
Lazarethstraße nördliche,
(1879) → Lazarettstraße
Lazarethstraße östliche,
(1879) → Lazarettstraße
Lazerethstraße südliche,
(1879) → Lazarettstraße
Lazarettstraße, Neuhausen-Nymphenburg
(1891) Standort des ehemaligen königlich bayerischen Garnisonslazarettes
Leberblümchenstraße, Lerchenau
(1947) Leberblümchen, Pflanzenart aus der Gattung der Hahnenfußgewächse
Leberlestraße, Feldmoching
(1954) Hans Leberle (1878–1953), deutscher Brauwissenschaftler
Lebermoosweg, Johanneskirchen
(1974) Lebermoos, Unterart der Moose
Lebschéestraße, Untergiesing
(1899) Carl August Lebschée (1800–1877), Maler und Zeichner
Lebzelterstraße, Waldtrudering
(1947) Lebzelter (Lebkuchenbäcker), alter Zunftberuf
Lechbrucker Straße, Forstenried
(1935) Lechbruck, Gemeinde im bayerischen Allgäu
Lechelstraße, Allach-Untermenzing, Moosach
(1921) Lechel, ein früheres Jagd- und Waldgebiet bei Moosach
Lechfeldstraße, Laim
(1914) Lechfeld, Schotterebene südlich von Augsburg
Lechnerstraße, Thalkirchen
(1928) Georg Lechner (1833–1884), letzter Bürgermeister der ehemals selbständigen Gemeinde Sendling
Lechstraße, Neuhausen
(1921) Lech, rechter Nebenfluss der Donau
Lederergasse,
(1835)
Ledererstraße, Altstadt
(vor 1381) Lederer, veraltete Bezeichnung für Gerber
Leebstraße, Solln
(1955) Johannes Leeb (1790–1863), Bildhauer
Leerfeldstraße, Hasenbergl
(1954) alter Flurname
Lehárstraße, Pasing
(1955) Franz Lehár (1870–1948), österreichischer Komponist
Lehenweg, Perlach
(1959) alter Flurname
Lehrer-Götz-Weg, Trudering
(1933) Ludwig Götz (1867–1932), Lehrer und Schulleiter in Trudering
Lehrer-Wirth-Straße, Riem
(1998) Josef Lorenz Wirth (1928–1984), Rektor der Hauptschule in Trudering
Leibengerstraße, Alt-Riem
(1937) ehemaliges Leibenger-Anwesen, dessen Besitzer I. B. Leibenger (1834–1896) war Mitglied des Gemeindeausschusses in Riem
Leiblstraße,
(1918) 18.er Stadtbezirk
Leibnizstraße, Laim
(1938) Gottfried Wilhelm Leibniz (1646–1716), deutscher Philosoph, Mathematiker, Jurist, Historiker
Leibweg, Bogenhausen
(1954) Georg Leib (1846–1910), Hofzimmermeister
Leidingerplatz, Moosach
(1947) Georg Leidinger (1870–1945), deutscher Historiker und Bibliothekar
Leienfelsstraße, Aubing
(1947) Burgruine Leienfels in der Fränkischen Schweiz
Leifstraße, Südgiesing
(1954) Leif Eriksson (* um 970; † um 1020), isländischer Entdecker
Leimbachstraße, Solln
(1956) Carl von Leimbach (1814–1891),  Architekten, baute unter anderem das Wilhelmsgymnasium München
Leinbergerstraße, Ramersdorf
(1935) Hans Leinberger (* um 1470/1480; † 1531 oder wenig später), Bildhauer
Leinthalerbrücke, Schwabing-Freimann
(1959) Leinthaler, Familie, Besitzer mehrerer Bauernhöfe in der Gegend
Leinthalerstraße, Schwabing-Freimann
(1959) siehe vorstehend
Leinweberweg, Lochhausen
(2019) Leinweber, historische Berufsbezeichnung für Weber von Leinen
Leipartstraße, Untersendling
(1949) Theodor Leipart (1867–1947), Drechsler und Gewerkschafter
Leipheimer Weg, Moosach
(1995) Leipheim, Stadt an der Donau
Leipziger Straße, Moosach
(1913) Leipzig, Großstadt in Sachsen, Erinnerung an die Völkerschlacht von Leipzig 1813
Leisaustraße, Neuaubing
(1947) Leisau, Ortsteil mit Schloss von Goldkronach in Oberfranken
Leisewitzstraße, Hasenbergl
(1957) Karl Leisewitz (1831–1916), Professor an der TH München
Leisnerweg, Johanneskirchen
(1984) Karl Leisner (1915–1945), als Seliger verehrter Märtyrer der katholischen Kirche, starb an den Folgen seiner KZ-Haft
Leitmeritzer Weg, Am Hart
(1977) Leitmeritz, Stadt in Tschechien
Leitzachstraße, Harlaching
(1906) Leitzach, Nebenfluss der Mangfall in Oberbayern
Lemckestraße, Am Hart
(1956) Karl Lemcke (1831–1913), deutscher Ästhetiker, Kunsthistoriker, Lieddichter und Romanautor
Lemgostraße, Hasenbergl
(2007) Lemgo, Stadt in Nordrhein-Westfalen
Lena-Christ-Straße, Milbertshofen
(1937) Lena Christ (1881–1920), bayerische Schriftstellerin
Lenardstraße,
Lenaustraße, Sendling-Westpark
(1907) Nikolaus Lenau (1802–1850), österreichischer Schriftsteller
Lenbachplatz, Altstadt
(1905/1906) Franz von Lenbach (1836–1904), deutscher Maler
Lengefeldplatz,
(1918) 13. Stadtbezirk
Lenggrieserstraße,
(1918) 24. Stadtbezirk
Lenggrieser Straße, Sendling
(1971) Lenggries, Ort im Isarwinkel am Fuß des Braunecks
Lengmoosstraße, Giesing
(1937) Lengmoos, Ortsteil von Ritten in Südtirol
Lentnerweg, Englschalking
(1932)
Josef Lentner (1755–1815), Buchdrucker und Buchhändler
Adolf Lentner (1851–1932), Maler und Marionettenspieler
Lenzfriederstraße,
(1918) 28. Stadtbezirk
Lenzfrieder Straße, Neuhausen
(1810) Lenzfried, Ortsteil der Stadt Kempten im Allgäu
Leo-Graetz-Straße, Obersendling
(1961) Leo Graetz (1856–1941), deutscher Physiker
Leonburgstraße, Giesing
(1935) Leonburg, mittelalterliche Höhenburganlage südlich von Lana in Südtirol
Leonhard-Bugl-Straße, Lerchenau
(1961) Leonhard Bugl (1886–1959), Mitglied des Gemeinderates von Feldmoching
Leonhard Eckstraße,
(1918) 29. Stadtbezirk
Leonhard-Frank-Straße, Schwabing-West
(1963) Leonhard Frank (1882–1961), deutscher Schriftsteller
Leonhard-Moll-Bogen, Sendling-Westpark
(1989–2014) Leonhard Moll (1870–1945), Bauunternehmer, 2014 Umbenennung in Landaubogen
Leonhardiweg, Trudering
(1933) Leonhardifahrten in Trudering
Leonhardstraße, Haidhausen
(1856) Leonhardifahrten zur Leonhardikirche in Siegertsbrunn
Leonistraße, Forstenried
(1957) Leoni, Ortsteil der Gemeinde Berg am Starnberger See
Leonrodplatz, Neuhausen-Nymphenburg
(1927) Leopold Freiherr v. Leonrod (1829–1905), Justizminister von Prinzregent Luitpold; früherer Name Kasernenstraße; seit 1938 hat nur noch das Teilstück zwischen Rotkreuzplatz und dem an der Dachauer Straße liegenden Leonrodplatz den Namen
Leonrodstraße, Neuhausen-Nymphenburg
(1906) siehe vorstehend

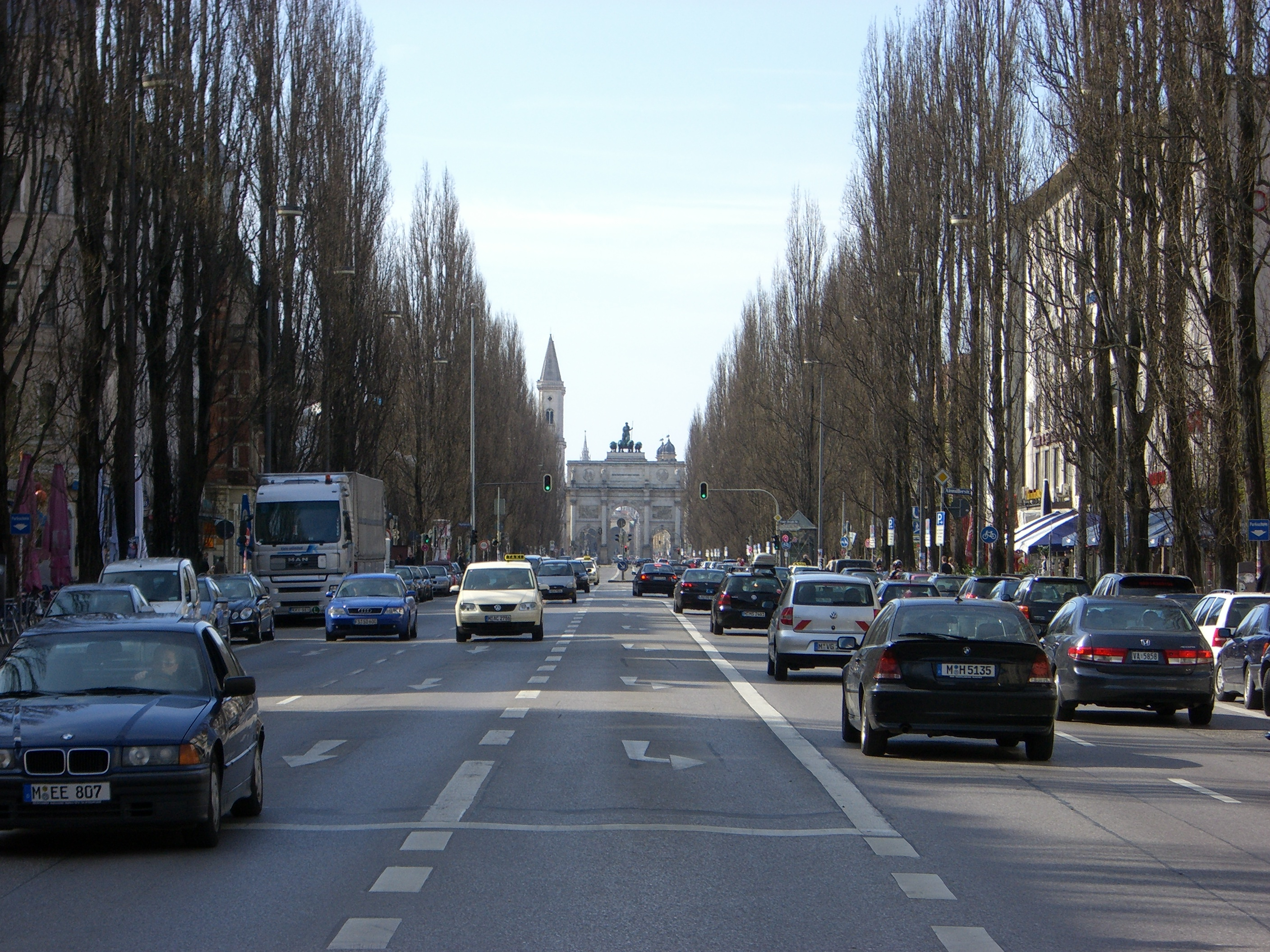
Leopoldstraße, Blick Richtung Süden auf das Siegestor

Leopoldstraße, Maxvorstadt, Schwabing-West, Schwabing-Freimann, Milbertshofen
(1891) Prinz Leopold von Bayern (1846–1930); vor der Eingemeindung Schwabings nach München hieß der südliche Teil dieser Straße Schwabinger Weg
Leoprechtingstraße, Waldperlach
(1958) Karl Freiherr von Leoprechting (1818–1864), Volkskundler und Genealoge
Leostraße, Neuhadern
(1938) Leo, Münchner Bürgerfamilie
Lerchenauer Straße, Schwabing, Milbertshofen, Feldmoching
(1958) Lerchenau, Siedlungskolonie, entstanden ab 1901 im damals noch selbständigen Feldmoching
Lerchenfeldstraße, Lehel
(1891) Lerchenfeld, bayerisches Adelsgeschlecht
Lerchenplatz, Villenkolonie Solln
1947 umbenannt in Malerwinkel.
Lerchenstraße, Feldmoching
(1938) Lerchen, Vogelart
Lerchenstrasse,
(1835) → Lerchenstraße
Lerchenstraße, Solln
1947 umbenannt in Karl-Marr-Straße.
Lermooser Weg, Sendling-Westpark
(1972) Lermoos, Gemeinde in Österreich
Leschkircher Straße, Trudering
(1934) Leschkirch, Gemeinde in Siebenbürgen, heute Rumänien
Lessingstraße, Ludwigsvorstadt
(1886) Gotthold Ephraim Lessing (1729–1781), deutscher Dichter
Leuchsstraße, Feldmoching
(1947) Georg Leuchs (1876–1944), Arzt und Bergsteiger
Leuchtenbergring, Haidhausen, Berg am Laim
(1960) Eugène Beauharnais Herzog von Leuchtenberg (1781–1824), Stiefsohn Napoleons I.
Leuchtenbergring-Tunnel,
(1960) siehe vorstehend
Leuchtenbergstraße,
(1918) 14. Stadtbezirk
Leuschnerstraße, Hasenbergl
(1954) Wilhelm Leuschner (1890–1944), hessischer Innenminister, stellv. Vorsitzender des Allgemeinen Deutschen Gewerkschaftsbunds (ADGB)
Leutascher Straße, Mittersendling
(1926) Leutascher Ache, Nebenfluss der Isar
Leuthener Straße, Forstenried
(1934) Leuthen, Dorf in der Gemeinde Miękinia in Niederschlesien in Polen
Leutholdstraße, Waldperlach
(1930) Heinrich Leuthold (1827–1879), Schweizer Dichter, Übersetzer und Journalist
Leutkircher Straße, Freimann
(1932) Leutkirch, Stadt in Baden-Württemberg
Leutstettener Straße, Obersendling
(1921) Leutstetten, Ortsteil von Starnberg
Leutweinstraße, Bogenhausen
(1935) Theodor Leutwein (1849–1921), Kommandeur der Kaiserlichen Schutztruppe und Gouverneur von Deutsch-Südwestafrika
Levelingstraße, Berg am Laim
(1935) Elisabeth von Leveling (1825–1910), errichtete mehrere Stiftung für Augenkranke
Levkojenplatz, Blumenau
(1938) Levkojen, Pflanzengattung
Levkojenstraße, Blumenau
siehe vorstehend
Lewaldstraße, Allach-Untermenzing
(1947) August Lewald (1792–1871), deutscher Schriftsteller und Publizist
Libauer Straße, Englschalking
(1956) Libau, Stadt in Lettland
Libellenstraße, Schwabing-Freimann
(1932) Libellen, Insektengruppe
Lichtenbergerweg, Solln
(1970) Hans Reinhold Lichtenberger (1876–1957), Maler, Mitglied der Münchner Neuen Secession
Lichtenbergstraße,
(1918) 17. Stadtbezirk
Lichteneckstraße, Alt-Aubing
(1947) Lichteneck, Burgruine in Baden-Württemberg
Lichtenfelser Straße, Aubing
(1959) Lichtenfels, Kreisstadt in Oberfranken
Lichtensteinstraße, Neuhadern
(1947) Schloss Liechtenstein in Baden-Württemberg
Lichtingerstraße, Pasing
(1947) Adolf Lichtinger (1881–1945), Stadtrat in Pasing
Lichtweg, Freimann
(1950) alter Flurname
Lidelstraße, Alt-Aubing
(1950) Lidel (oder Liedl), altes Aubínger Geschlecht
Liebensteinstraße, Aubing
(1945) Burg Liebenstein in Thüringen
Liebergesellstraße, Freimann
(1963) Paul Liebergesell (1871–1932), deutscher Architekt und Bauunternehmer
Lieberweg, Am Hart
(1945) Franz Lieber (1800–1872), ein deutsch-amerikanischer Jurist, Publizist und Rechts- und Staatsphilosoph
Liebfrauenstraße, Altstadt
(1872) Liebfrauendom
Liebherrstraße, Lehel
(1899) Joseph Liebherr (1767–1840), Uhrmacher und Professor der Feinmechanik
Liebigstraße, Lehel
(1876) Justus Freiherr von Liebig (1803–1873), deutscher Chemiker
Liegnitzer Straße, Moosach
(1924) Liegnitz, Großstadt in der polnischen Woiwodschaft Niederschlesien
Liendlweg, Englschalking
(1957) Liendl, Hofbezeichnung für Anwesen in der Nachbarschaft
Lierstraße, Nymphenburg
(1900) Adolf Heinrich Lier (1826–1882), deutscher Landschaftsmaler
Liesel-Beckmann-Straße, Mittersendling
(1983) Liesel Beckmann (1914–1965), Betriebswirtin und erste Professorin für Betriebswirtschaftslehre in Deutschland
Liesl-Karlstadt-Straße, Forstenried
(1964) Liesl Karlstadt (eigentlich Elisabeth Wellano; 1892–1960), deutsche Soubrette, Schauspielerin und Kabarettistin
Ligsalzstraße, Schwanthalerhöhe
(1878) Ligsalz, Münchner Patriziergeschlecht
Ligusterstraße, Schwabing-Freimann
(1932) Liguster, Pflanzengattung aus der Familie der Ölbaumgewächse
Lilienberg am,
(1835)
(1918) 16. Stadtbezirk
Lilienstraße, Au
(1857) Verlauf am Fuß des Lilienbergs, neben dem Nockher- und Gebsattelberg typische Erhebung des Stadtteils
Lilienthalallee, Freimann
(1990) Otto Lilienthal (1848–1896), deutscher Luftfahrtpionier
Lilli-Kurowski-Straße, Feldmoching-Hasenbergl
(2021) Lilli Kurowski (1939–2019), deutsche Frauenrechtlerin und Sozialarbeiterin
Lilli-Palmer-Straße, Neuhausen
(2004) Lilli Palmer (1914–1986), Schauspielerin, Malerin und Schriftstellerin
Lillian-Board-Weg, Milbertshofen
(1971) Lillian Board (1948–1970), englische Leichtathletin
Lillweg, Freimann
(1957) Georg Lill (1883–1951), deutscher Kunsthistoriker, Denkmalpfleger und Fachautor
Lilly-Reich-Straße, Schwabing-Freimann
(2001) Lilly Reich (1885–1947), Innenarchitektin
Lily-Braun-Weg, Neuhausen-Nymphenburg
(1989) Lily Braun (1865–1916), deutsche Schriftstellerin, Sozialdemokratin, Frauenrechtlerin und Journalistin
Limburgstraße, Ramersdorf
(1935) Burgruine Limburg in Rheinland-Pfalz
Limesstraße, Aubing
(1945) Limes, Grenzwall aus der Römerzeit
Limmatstraße, Forstenried
(1984) Limmat, rechter Nebenfluss der Aare in der Schweiz
Lina-Hähnle-Straße, Allach
(1953) Lina Hähnle (1851–1941), Gründerin des Bundes für Vogelschutz
Lina-Meittinger-Straße, Laim
(1931) Lina Meittinger (1856–1928), Schauspielerin und Soubrette
Linastraße, Solln
(vor 1920) Lina, Tochter von Jakob Heilmann, der beim Bau der Villenkolonien Solln und Prinz-Ludwigs-Höhe tätig war. Wurde bei der Eingemeindung Sollns 1938 Teil von München.
Lincolnstraße, Südgiesing
(1962) Abraham Lincoln (1809–1865), 16. Präsident der Vereinigten Staaten von Amerika
Lindacher Straße, Alt-Aubing
(1947) Lindach, Name mehrerer Ortschaften bei München, z. B. bei Fürstenfeldbruck
Lindauerstraße, Ramersdorf
(1931) Lindauer, Münchner Buchhändlerfamilie
Lindberghstraße, Freimann
(1990) Charles Augustus Lindbergh (1902–1974), US-amerikanischer Pilot, Schriftsteller
Lindemannstraße, Allach
(1947)
Ferdinand von Lindemann (1852–1939), deutscher Mathematiker
Heinrich Simon Lindemann (1807–1855), deutscher Philosoph und Hochschullehrer
Lindenfelser Straße, Freimann
(1932) Lindenfels, hessische Stadt im Odenwald
Lindenschmitstraße, Sendling
(1891) Wilhelm Lindenschmit der Ältere (1806–1848), Historienmaler und Professor
Lindenstraße, Harlaching
(1912) Linden, Baumgattung
Linderhofstraße, Sendling-Westpark
(1904) Schloss Linderhof bei Ettal
Lindpaintnerstraße, Obermenzing
(1958) Peter Joseph von Lindpaintner (1791–1856), deutscher Komponist und Dirigent
Lindwurmstraße, Ludwigsvorstadt-Isarvorstadt, Sendling
(1878) Joseph von Lindwurm (1824–1874), Arzt; hieß bis 1487 Sendlinger Weg, dann Sendlinger Hauptstraße und Sendlingerlandstraße Arzt
Linkstraße, Hasenbergl
(1960) Albert Link (1868–1944), Bergsteiger
Linnenbrüggerstraße, Kirchtrudering
(1936) Fritz Linnenbrügger (1878–1919), wurde von Rotgardisten der Räteregierung erschossen
Linnéstraße,
(1918) 23. Stadtbezirk
Linprunstraße, Maxvorstadt
(1875) Johann Georg Dominicus von Linprun (1714–1787), Mitbegründer der Bayerischen Akademie der Wissenschaften
Lintnerweg, Am Hart
(1977) Karl Lintner (1855–1926), deutscher Brauwissenschaftler
Linus-Funke-Weg, Lerchenau
(1963) Linus Funke (1877–1961), deutscher Gewerkschafter und Politiker
Linus-Pauling-Straße, Schwanthalerhöhe
(2002) Linus Pauling (1901–1994), US-amerikanischer Chemiker, Nobelpreisträger
Linzer Straße, Pasing
(1954) Linz, Landeshauptstadt von Oberösterreich
Lion-Feuchtwanger-Platz, Altstadt-Lehel
(2024) Lion Feuchtwanger (1884–1958), Schriftsteller, Verfolgter des NS-Regimes
Lipowskystraße, Sendling
(1912) Felix Joseph von Lipowsky (1764–1842), Jurist, Historiker und Archivar
Lipperheidestraße, Obermenzing
(1947) Franz Josef Freiherr von Lipperheide (1838–1906), deutscher Verleger
Lippertstraße, Allach-Untermenzing
(1947) Johann Caspar von Lippert (1724–1800), Historiker
Lippweg, Allach-Untermenzing
(1966) Lipp (Lippl), Haus- und Hofname vom früheren Besitzer Philipp (Lippl) Gottsmann
Lisbergstraße, Neuaubing
(1947) Lisberg, Gemeinde in Oberfranken
Liscowstraße, Waldperlach
(1931) Christian Ludwig Liscow (1701–1760), deutscher Diplomat und satirischer Schriftsteller
Lise-Meitner-Weg, Waldperlach
(1991) Lise Meitner (1878–1968), österreichische Kernphysikerin
Liselottstraße, Trudering
(1935) Elisabeth Charlotte (1652–1722), Herzogin von Orléans
Lissi-Kaeser-Straße, Schwabing-West
(2011) Lissi Kaeser (eigentlich Elisabeth Kaeser, 1882–1953), Lehrerin und Abgeordnete im |Bayerischen Landtag
Listerstraße, Allach-Untermenzing
(1947) Joseph Baron Lister (1827–1912), britischer Mediziner
Listseeweg, Obersendling
(1925) Listsee bei Bad Reichenhall
Lisztstraße, Bogenhausen
(1906) Franz Liszt (1811–1886), ungarisch-österreichischer Komponist, Pianist, Dirigent, Theaterleiter, Musiklehrer und Schriftsteller
Littmannstraße, Solln
(1955) Max Littmann (1862–1931), Architekt
Lobelienweg, Blumenau, Pasing
(2006) Lobelien, Pflanzengattung in der Familie der Glockenblumengewächse
Lochhamer Straße, Obersendling
(1921) Lochham, Ortsteil der Gemeinde Gräfelfing
Lochhausener Straße, Lochhausen, Obermenzing, Allach-Untermenzing
(1947) Lochhausen, Ort im Westen von München, 1942 eingemeindet
Lödenseestraße, Berg am Laim
(1935) Lödensee bei Reit im Winkl
Löfflerstraße, Allach-Untermenzing
(1947) Friedrich August Johannes Löffler (1852–1915), deutscher Hygieniker und Bakteriologe
Löfftzstraße, Moosach
(1928) Ludwig von Löfftz (1845–1910), deutscher Maler
Löherweg, Allach-Untermenzing
(1956) Franz von Löher (1818–1892), deutscher Rechtshistoriker und Politiker
Loehleplatz, Ramersdorf
(1908) Adolf Loehle (1838–1905), Rentier und Stifter
Löwengrube, Altstadt
(vor 1640) Namensherkunft unklar
Löwenhofstraße,
(1918) 19. Stadtbezirk
Löwenstrasse,
(1835)
Löwenzahnweg, Hasenbergl
(1959) Löwenzahn, Blumengattung
Löwithstraße, Schwabing
(1947) Wilhelm Löwith (1861–1932), österreichischer Maler
Loferer Straße, Berg am Laim
(1931) Loferer Steinberge, Gebirgsgruppe in Österreich
Lohengrinstraße, Oberföhring
(1933) Lohengrin, Oper von Richard Wagner
Lohensteinstraße, Pasing
(1947) Daniel Casper von Lohenstein (1635–1683), deutscher Jurist, Diplomat, Übersetzer und Dichter
Loherhofstraße, Gartenstadt Trudering
(1991) Loher, alter Hofname
Lohmeierweg, Alt-Aubing
(1983) Franziska Lohmeier (1896–1977), Münchner Stifterin
Lohnrößlerweg, Trudering
(1957) Lohnrössler, alter Zunftname für Fuhrunternehmer
Lohstraße, Untergiesing
(1814) Lohe war der Name eines früheren Dorfes in der Gegend
Lohwiesenweg, Alt-Aubing
(1966) Lohwiesen, alter Flurname
Loichingerstraße, Obermenzing
(1947) Nikolaus Loichinger, Pfleger der Hofmark Menzing im 14. Jahrhundert
Loignystraße,
(1918) 14. Stadtbezirk
Loisachstraße, Sendling-Westpark
(1904) Loisach, linker Nebenfluss der Isar
Lomeweg, Waldtrudering
(1933) Lomé, Hauptstadt von Togo
Lommelstraße, Solln
(1927) Eugen Cornelius von Lommel (1837–1899), Mathematiker, Physiker, Rektor der Universität München. Zuvor hieß sie  Böcklinstraße.
Londonstraße, Riem
(2011) London, Hauptstadt des Vereinigten Königreichs Großbritannien und des Landesteils England
Longinusstraße, Obermenzing
(1947) Longinus, Heiliger, dessen Lanzenspitze in der Dorfkirche von Obermenzing verwahrt wird
Longobardenstraße,
(1918) 18. Stadtbezirk
Lorenz-Hagen-Weg, Perlach
(1975) Lorenz Hagen (1885–1965), deutscher Gewerkschafter und Politiker
Lorenz-Huber-Weg, Neuperlach
(1981) Lorenz Huber (1862–1910), katholischer Priester, Begründer und Verbandspräses des süddeutschen Verbandes der katholischen Arbeitervereine
Lorenzonistraße, Harlaching
(1900) Lorenz Lorenzoni (1733–1817), Stifter
Lorenzstraße, Perlach
(1930) Lorenz Huber (1863–1919), Landwirt in Perlach
Lorettoplatz, Großhadern
(1962) Lorettohöhe, Soldatenfriedhöfe für Gefallene aus dem Ersten Weltkrieg
Loristraße, Maxvorstadt
(1877) Johann Georg von Lori (1723–1787), bayerischer Beamter, Jurist und Historiker
Lorschstraße, Neuhausen
(1929) Lorsch, hessische Stadt mit Kloster
Lortzingstraße, Pasing
(1957) Albert Lortzing (1801–1851), deutscher Komponist, Librettist, Schauspieler, Sänger und Dirigent
Lossenstraße, Allach-Untermenzing
(1947) Max Lossen (1842–1898), deutscher Historiker
Lothringer Straße, Haidhausen
(1872) Lothringen, Landschaft im Nordosten Frankreichs
Lothstraße Schwabing-West, Maxvorstadt, Neuhausen-Nymphenburg
(1877) Johann Ulrich Loth (vor 1599–1662), bayerischer Hofmaler
Lotte-Branz-Straße, Freimann
(1996) Lotte Branz (1903–1987), deutsche Politikerin (SPD) und Widerstandskämpferin gegen das NS-Regime
Lottlisa-Behling-Weg, Freimann
(1996) Lottlisa Behling (1909–1989), Professorin für Botanik und Kunstgeschichte
Lotzbeckstraße,
(1918) 5. Stadtbezirk
Louisenstraße,
(1835) → Luisenstraße
Lovelockweg, Milbertshofen-Am Hart
(1971) Jack Lovelock, neuseeländischer Mittelstreckenläufer und Olympiasieger
Lublinitzer Straße, Daglfing
(1930) Lublinitz, polnische Stadt in Oberschlesien
Lucia-Popp-Bogen, Obermenzing
(1994) Lucia Popp (1939–1993), slowakische Opernsängerin
Lucile-Grahn-Straße, Steinhausen
(1906) Lucile Grahn-Young (1819–1907), dänische Tänzerin und Ballettmeisterin
Lucile-Grahnstraße,
14. und 29. Stadtbezirk
→ Lucile-Grahn-Straße
Ludlstraße, Laim
(1956) Josef Ludl (1868–1917), österreichischer Schauspieler und Operettensänger
Ludmillastraße, Untergiesing
(1899) Ludmilla von Böhmen (um 1170–1240), böhmische Prinzessin und Herzogin von Bayern
Ludwig-Anderl-Weg, Neuperlach
(1977) Ludwig Anderl (1909–1967), Diözesanpräses
Ludwig-Beck-Straße, Feldmoching-Hasenbergl
(2021) Ludwig Beck (1832–1885), Unternehmer
Ludwig-Braille-Straße, Thalkirchen
(1956) Louis Braille (1809–1852), französischer Blindenlehrer und Erfinder der nach ihm benannten Blindenschrift
Ludwig-Brück-Straße, Daglfing
(1954) Ludwig Freiherr von Brück (1812–1893), königlicher Kammerherr
Ludwig-Dill-Weg, Perlach
(1985) Ludwig Dill (1848–1940), Maler, Präsident der Münchener Secession sowie Mitbegründer der Künstlerkolonie Neu-Dachau
Ludwig-Erhard-Allee, Neuperlach
(1986) Ludwig Erhard (1897–1977), ehemaliger Bundeskanzler und Wirtschaftsminister
Ludwig-Ferdinand-Brücke, Nymphenburg
(1904) Ludwig Ferdinand Prinz von Bayern (1859–1949), Arzt, Künstler und Philanthrop
Ludwig-Ferdinand-Platz, Nymphenburg
(1904) siehe vorstehend
Ludwig Ferdinand Platz,
(1918) 23. Stadtbezirk
Ludwig Ferdinand Straße,
(1918) 23. Stadtbezirk
Ludwig-Gramminger-Straße, Feldmoching
(2004) Ludwig Gramminger (1906–1997), Münchner Bergwacht-Pionier
Ludwig-Hilberseimer-Straße, Schwabing-Freimann
(2001) Ludwig Hilberseimer (1885–1967), Architekt
Ludwig-Hunger-Straße, Neuhadern
(1996) Ludwig Hunger (1898–1977), Gründer der Siedlungsgesellschaft Großhadern
Ludwig Jungstraße,
(1918) 17. Stadtbezirk
Ludwig-Jung-Straße, Berg am Laim
(2016) Ludwig Jung (1835–1906), Mitglied der Freiwilligen Feuerwehr München und Gründer des bayerischen Feuerwehrverbandes
Ludwig-Koch-Straße, Freiham
(2006) Ludwig Koch (1909–2002), Maschinenschlosser, Mitglied des Stadtrats von 1960 bis 1972
Ludwig-Krafft-Straße, Sendling
(1981) Ludwig Krafft (1901–1977) gründete 1940 die städtische Puppentheatersammlung im Münchner Stadtmuseum
Ludwig-Linsert-Straße, Neuperlach
(1986) Ludwig Linsert (1907–1981), sozialdemokratischer Politiker, Gewerkschafter und Widerstandskämpfer gegen den Nationalsozialismus
Ludwig-Merk-Straße, Freimann
(1932) Ludwig Merk (1864–1916), erster Pfarrer der Pfarrei Freimann
Ludwig-Radlkofer-Straße, Allach-Untermenzing
(1964) Ludwig Radlkofer (1829–1927), deutscher Botaniker und Hochschulprofessor
Ludwig-Richter-Straße, Laim
(1932) Adrian Ludwig Richter (1803–1884), Maler und Zeichner
Ludwig-Schmid-Straße, Freiham
(2006) Ludwig Schmid (1900–1987), Rechtsanwalt, Mitglied des Münchner Stadtrats von 1945 bis 1975
Ludwig-Thoma-Straße, Pasing
(9147) Ludwig Thoma (1867–1921), deutscher Schriftsteller
Ludwig-Werder-Weg, Solln
(1957) Johann Ludwig Werder (1808–1885), Ingenieur, u. a. Erbauer der Großhesseloher Brücke, der Schrannenhalle und des Glaspalastes
Ludwig-Wörl-Weg, Hadern
(1995) Ludwig Wörl (1906–1967), Widerstandskämpfer gegen den Nationalsozialismus
Ludwigsbrücke, Isarvorstadt, Au
(1828) König Ludwig I. von Bayern (1786–1868)
Ludwigsfelder Straße, Allach-Untermenzing
(1938) Ludwigsfeld, ehemals selbständige Gemeinde, 1938 nach München eingemeindet
Ludwigsfeldstraße,
(1918) 28. Stadtbezirk
Ludwigshafener Straße, Sendling-Westpark
(1959) Ludwigshafen am Rhein, Großstadt in Rheinland-Pfalz
Ludwigshöher Straße, Thalkirchen
(um 1900) Prinz Ludwig von Bayern (1845–1921)
Ludwigshöherstraße,
(1918) 24. Stadtbezirk
Ludwigstraße, Maxvorstadt
(1822) König Ludwig I. von Bayern (1786–1868)
Lübecker Straße, Johanneskirchen
(1984) Lübeck, Hansestadt in Schleswig-Holstein
Lüderitzstraße, Bogenhausen
(1932) Adolf Lüderitz (1834–1886), deutscher Großkaufmann
Lüdersstraße, Neuperlach
(1973) Marie-Elisabeth Lüders (1878–1966), deutsche Politikerin (DDP, später FDP) und Frauenrechtlerin
Lueg ins Land, Altstadt
(vor 1806) Lueger Turm, Wachtturm, 1807 abgetragen
Lueg in's Land,
(1918) 1. Stadtbezirk
Lüneburger Straße, Milbertshofen
(1935) Lüneburg, Stadt in Niedersachsen
Lützelsteiner Straße, Freimann
(1932) Lützelstein, Ort und ehemalige Grafschaft im Elsass
Lützelsteinstraße,
(1918) 17. Stadtbezirk
Lützenkirchenstraße, Daglfing
(1962) Mathieu Lützenkirchen (1863–1924), Hofschauspieler am Staatstheater in München
Lützowstraße, Obermenzing
(1948) Ludwig Adolf Wilhelm von Lützow (1782–1834), preußischer Generalmajor
Luganoweg, Fürstenried
(1988) Lugano, Stadt im Schweizer Kanton Tessin
Luise-Kiesselbach-Platz, Sendling-Westpark
(1930) Luise Kiesselbach (1863–1929), deutsche Armenpflegerin, Frauenrechtlerin und Sozialpolitikerin
Luise-Ullrich-Straße, Neuhausen
(2004) Luise Ullrich (1910–1985), österreichische Schauspielerin
Luisenstraße, Maxvorstadt
(1812) Prinzessin Ludovika Wilhelmine von Bayern (1808–1892), genannt Luise
Luitfriedstraße, Feldmoching
(1947) Luitfried, um 786 Pfarrer von Feldmoching
Luitpoldbrücke, Lehel
(1901) Luitpold von Bayern (1821–1912), Prinzregent des Königreiches Bayern
Luitpoldsplatz,
(1833) jetzt Stiglmaierplatz
Luitpoldstraße, Ludwigsvorstadt
(1843) siehe vorstehend
Lukasstraße, Ramersdorf
(1930) Lukas, männlicher Vorname
Lungstraße,
(1906) Lung, Münchner Oberrichter im 15. Jahrhundert
Lupinenweg, Großhadern
(1947) Lupinen, Pflanzengattung
Lusenstraße, Bogenhausen
(1980) Lusen, Berg im Bayerischen Wald
Lußweg, Aubing-Lochhausen-Langwied
(2011) historischer Flurname
Lustheimstraße, Obermenzing
(1938) Lustheim, Abkürzung für die Siedlung Neulustheim am Nymphenburger Park
Lutzstraße, Laim
(1901) Johann von Lutz (1826–1890), Politiker
Luxemburger Straße, Schwabing
(1931) Großherzogtum Luxemburg
Luz-Long-Ufer, Milbertshofen
(1971) Dr. Carl Ludwig „Luz“ Long (1913–1943), deutscher Leichtathlet, im Zweiten Weltkrieg in Italien gefallen
Luzernenweg, Blumenau
(1956) Luzerne, Pflanzenart
Lyonel-Feininger-Straße, Schwabing
(2001) Lyonel Feininger (1871–1956), Maler und Grafiker